# Chiquinquirá
Chiquinquira é um município no departamento de Boyacá, na Colômbia.